# John Whitaker (compositeur)
Pour les articles homonymes, voir John Whitaker.
John Whitaker, né en 1776 et mort le 4 décembre 1847 à Thavie's Inn (en), est un organiste et compositeur anglais.

## Biographie
John Whitaker naît en 1776.
Il compose et publié de la musique vocale à Londres. Il enseigne également la musique et joue de l'orgue à St. Clement's, Eastcheap.
John Whitaker meurt le 4 décembre 1847.